# Mayak (Meri)
Pour les articles homonymes, voir Mayak (homonymie).
Mayak est un village de la Région de l'Extrême-Nord du Cameroun, dépendant du département du Diamaré dans la commune de Meri, et le canton de Doulek.

## Population
La population du village Mayak lors du dernier recensement de 2005 était estimée à 587, soit 272 hommes (46,34 %) pour 315 femmes (53,66 %). Cette population représente 0,67 % de la population de la commune de Méri estimée à 86 834 habitants.

## Économie

### Éducation
Mayak a une école publique depuis 2002, avec des bâtiments dont l’état est jugé mauvais, sans aucun aménagements (points d’eau, latrines, clôture, assainissement, reboisement, logements d’astreinte…)[Par qui ?]. Il existe toutefois des structures de gestion comme l’Association des parents d’élevés.

### Initiatives de développement
Les projets prévus pour le compte de la localité de Mayak dans le plan communal de développement concernent la réalisation d’un forage MH et la construction d’un magasin de stockage